# Équipe cycliste Chocolade Jacques-Wincor Nixdorf
L'équipe Chocolade Jacques-Wincor Nixdorf est une ancienne équipe cycliste belge. Elle fut créée en 1995 sous le nom de Cedico-Sunjets-Ville de Charleroi par Didier Paindavaine. L'équipe se voulait au début une équipe promotionnelle, pendant de Vlaanderen 2002 en Wallonie[réf. nécessaire]. Mais au fil des années, elle devient une équipe majeure en Belgique sans pour autant perdre son identité. En 2003, Didier Paindavaine partit laissant l'équipe à Andreï Tchmil. Elle disparut en 2004 après avoir accédé à la première division. Une partie de l'équipe forme la nouvelle équipe Jartazi.

## Histoire

### Une genèse difficile
L'équipe cycliste Marlux naît d'un projet de Didier Paindaveine qui s'occupait alors de l'équipe Eurotel. En effet, début 1993, alors que son équipe vient de péricliter faute d'argent, il débauche la chaîne de supermarchés Cédico dont le marché se situe en région wallonne et dans le Nord-Pas-de-Calais. Ne pouvant monter une équipe pour la saison 1993, il décide de devenir directeur sportif dans l'équipe Russ-Baikal qui participe au Tour d'Espagne. Fin 1993, il décide de sauter le pas et se lance dans la création d'une équipe qui aurait pour but de permettre aux jeunes cyclistes wallons de passer professionnels avant de faire leurs preuves. À nouveau, il se rend compte que le palier va être plus difficile à franchir que prévu. Il décide donc à nouveau de diriger une équipe en place, l'équipe Catavana, composée d'un effectif regroupant des stars sur le déclins et des jeunes coureurs débutants. À la fin de l'année 1994, l'équipe Cédico voit le jour avec un budget de 30 millions de francs. Elle est basée à Charleroi. Cette ville, qui avait refusé dans un premier temps en 1994, offre son partenariat à l'équipe après avoir eu connaissance du projet.

### Cédico

#### 1995
L'équipe Cédico naît à la fin de l'année 1994 d'un montage public et privé, rassemblant la ville de Charleroi, les supermarchés Cédico et Sunjets, une agence de voyages qui décide de sponsoriser l'équipe. L'équipe dispose d'un budget de 30 millions de francs belges sur trois ans soit l'un des plus petits budget du peloton professionnel. Elle se veut d'emblée le pendant wallon de l'équipe Vlaanderen 2002. Le recrutement est donc effectué en conséquence avec une majorité de jeunes wallons et quatre étrangers. L'équipe ne présente pas vraiment de tête d'affiche apte à la faire sélectionner sur les épreuves de coupe du monde ou sur les grandes courses.
Les débuts officiels ont lieu à l'occasion du Tour Méditerranéen. L'équipe essuie les plâtres pendant toute la première partie de saison en apprenant le monde professionnel. Par exemple au Grand Prix Sigma, le premier coureur Pascal Duez finit à 9 minutes de Johan Capiot, vainqueur. L'équipe participe à la Flèche wallonne qui prend son départ de Charleroi. Le meilleur coureur semble Sebastien Van den Abeele qui réussit de nombreuses places d'honneurs en début de saison. Un autre jeune semble se distinguer, Olivier Van Coningsloo dont le père Georges fut l'un des meilleurs coureurs belges amateurs. Van Coningsloo réussit en effet un bon début de saison mais ne réussit pas à confirmer. Fin juillet l'équipe remporte son unique victoire de l'année au Circuit de Getxo, grâce au Finlandais Hietanen. La fin de la saison est plus difficile mais le manager est globalement satisfait de sa première année. Paindavaine ne conserve pas à l'issue de la saison Dubois et Meunier qui ne l'ont pas satisfait, Mortier ayant démissionné en juin. Il recrute le très prometteur Thierry Marichal à qui il offre l'occasion de faire ses preuves. L'ancien Franck Van den Abeele vient aussi grossir l'effectif en tant que capitaine de route. L'année se conclut sur un bilan mitigé puisque Paindavaine ne parvient pas à convaincre Dernies de signer.

#### 1996
L'année 1996 commence avec l'arrivée de Frank Van den Abeele en qualité de meneur et de Stéphane Hennebert qui vient de l'équipe Le Groupement. Hennebert fut chez les espoirs double vainqueur du Het Volk. Frank Van den Abeele fut l'un des meilleurs espoirs belges mais tarde à confirmer. Il arrive chez Cédico pour se relancer. Durant l'intersaison Denis Gonzales et Didier Paindaveine changent les méthodes d’entraînement en privilégiant le ski de fond et le VTT. Cédico débute au Grand prix la Marseillaise où Hennebert est tenant du titre. Ensuite, l'équipe poursuit sa tournée dans le sud de la France. Elle fait débuter le jeune Thierry Marichal, qui a repoussé les offres de Force Sud et Lotto et ne tarde pas à être remarqué par ses qualités lui.
Le début de la saison est bien meilleur que l'année précédente dès le début de la saison belge. Stéphane Hennebert termine second du Samyn à Fayt-le-Franc au terme d'une course où la Cédico a été présente de bout en bout puisqu'Anthony Rokia fait partie de l'échappée matinale. Il récidive la semaine suivante du Grand Prix de Lillers. Ce bon début de saison est concrétisé début avril par Marc Bouillon qui remporte le Tour d'Armorique en solitaire. Bouillon remporte ensuite la Route Adélie de Vitré. Lors de Liège-Bastogne-Liège, la première manche de coupe du monde à laquelle l'équipe participe, le meilleur coureur de l'équipe, Cédico Hennebert, finit hors-délais. Elle fait toutefois mieux que Lotto qui a déjà abandonné dans son ensemble lors du passage de la Haute-Levée. Franck Van den Abeele commence le mois de mai sur une victoire au Ruban Granitier Breton, et termine troisième du classement général. À la fin du mois de mai après des Quatre Jours de Dunkerque tranquilles, l'équipe remporte la dernière étape des Quatre jours de l'Aisne.
La suite de la saison est plus difficile. Seule bonne nouvelle, le partenariat est très tôt renouvelé par Cédico courant août. De plus, le recrutement se fait en recherche de bons coureurs pour épauler les jeunes et leur permettre de progresser. L'équipe recrute Jean-Pierre Heynderickx en qualité de capitaine de route. En revanche, Hennebert part chez Tonnisteiner. L'équipe ne parvient pas à recruter Ludovic Capelle qui reste chez les amateurs.

#### 1997: Thierry Marichal remporte le Tour de Wallonie
Cedico agrémentée de la marque de pâtes Lustucru décide d'augmenter sa participation dans l'équipe. Le budget passe à 40 millions de francs belges. Ce budget permet à l'équipe de se procurer du matériel de meilleure qualité. Paindavaine s'adjoint également les services d'un médecin et d'Alain De Roo, ancien coureur devenu directeur sportif au Royaume-Uni. De plus Michel Nottebart est recruté pour amener Heynderickx le mieux possible dans les sprints massifs. L'équipe se veut donc ambitieuse en ce début 1997. Pourtant le début de saison comme en 1995 va lui donner tort. Le début de saison se déroule sans résultat notable hormis le titre de champion de Finlande de Hietanen. Denis Gonzales part fin juin s'occuper de l'équipe US-Postal
L'équipe accueille le jeune Letton Raivis Belohvoščiks, vainqueur à deux reprises de Liège-Bastogne-Liège espoirs. Belohvosciks fait forte impression lors de la fin de saison où l'équipe relève la tête. L'équipe se distingue notamment lors du 
Tour des Régions wallonnes qui voit Belohvosciks remporter la cinquième étape. Thierry Marichal est présent tous les jours à l'avant. L'équipe Cédico soudée déjoue les plans de l'équipe Vlaanderen 2002 qui cherche à reprendre le maillot. Thierry Marichal remporte l'épreuve, devançant Nico Mattan pourtant plus expérimenté et dans une meilleure équipe. Grâce à la victoire de Marichal, le destin d'une équipe condamnée à disparaître faute de sponsor, Cédico étant sur le point d'être racheté par le leader français du hard-discount ED, change radicalement. La victoire relance l'équipe qui se distingue en fin de saison ce qui lui permet de retrouver en fin d'année un repreneur après de difficiles négociations qui n'aboutissent que fin novembre. L'équipe absorbe l'équipe RDM, récupérant son directeur sportif Frans Assez. Elle sera sponsorisée par Home Market, numéro 1 de la décoration en Belgique, qui succède début 1998 à Cédico. L'équipe recrute en prime le champion olympique de VTT Bart Brentjens, qui concourra sur route en parallèle à son programme VTT.

### Home Market

#### 1998 Une année de transition
L'année 1998 débute par la venue d'un nouveau sponsor. L'équipe profondément renouvelée : elle compte un nouveau directeur sportif, le Flamand Frans Assez. Son fils Ronny est également recruté. L'équipe engage deux vététistes : Filip Meirhaeghe et le champion olympique Bart Brentjens, qui souhaite se consacrer davantage à la route. La saison débute au Trophée Luis Puig. L'équipe compte aussi Ludovic Capelle, jeune espoir de Namur qui ne tarde pas à se faire remarquer par sa pointe de vitesse lors des arrivées.
Globalement le début de l'année est conforme aux attentes de Paindaveine. L'équipe participe à la Flèche wallonne comme chaque année. L'épreuve part de son fief de Charleroi où la course a été relocalisée après un détour par Spa-Francorchamps entre 1986 et 1997. L'équipe se fait davantage remarquer en VTT que sur route. Meirhaeghe remporte la manche de coupe du monde de Saint-Wendel en Sarre. L'équipe cherche à rééditer des performances semblables sur route. Il faut attendre la seconde partie de la saison pour voir l'équipe accomplir des performances significatives. Ludovic Capelle remporte la seule victoire de l'équipe cette année-là. L'année se finit sur une note positive : le sponsor poursuit mais demande davantage de coureurs français. Marc Bouillon et Jean-Pierre Heynderickx prennent leur retraite. Paindavaine engage Laurent Pillon, 34 ans, pour remplacer Heynderickx en tant que capitaine de route.

#### 1999 L'équipe prend l'accent français
L'équipe recrute sept coureurs français pour agrémenter son effectif, au point que Georges Leekens la considère comme une équipe française. Cinq de ces recrues viennent de l'équipe Mutuelle de Seine-et-Marne, qui disparait fin 1998, dont Laurent Pillon qui a remporté une étape du Tour de France 1993 lors du contre-la-montre par équipes avec l'équipe GB-MG. Les deux autres Français engagés sont Gilles Bouvard et Vincent Cali, provenant de l'équipe Casino. Le premier doit être le leader de l'équipe pour les courses par étapes ; le second a remporté l'année précédente le Tour du Limousin. L'équipe nourrit quelques ambitions sur la possibilité de devenir la deuxième équipe belge et de participer à la Coupe du monde de cyclisme. La saison débute à l'étoile de Bessèges de manière incongrue. En effet, l'équipe est victime d'un vol de matériel. Paindavaine se fait prêter du matériel par d'autres équipes et dès le premier jour quatre coureurs abandonnent. Le reste du mois de février se passe mieux, ce qui permet à l'équipe de pouvoir prétendre pour la première fois aux classiques flandriennes. Elle participe à Gand-Wevelgem, faute d'avoir été retenue au Tour des Flandres. L'équipe se distingue grâce à Capelle sur le Tro Bro Leon puis par une cinquième place à Denain. Elle doit attendre la fin du mois de mai pour remporter son premier succès sur route. En VTT, Meirhaeghe a de nouveau remporté la coupe du monde de Saint-Wendel.
L'équipe manque de peu une sélection au Tour de France, à laquelle elle s'est portée candidate. Non sélectionnée, l'équipe se rattrape lors de la seconde moitié de saison grâce à Ludovic Capelle qui confirme ses qualités de coureur de classique et de sprinteur. La fin de saison est tout de même incertaine car le sponsor Home Market décide de ne pas renouveler son contrat. L'équipe est sauvée in extremis par la commune de Charleroi et l'industriel Remi de Moor via la société New-Systems qui remplace RDM.

### Ville de Charleroi-New Systems

#### 2000
L'année débute mal quand le principal sponsor décide de quitter le navire ce qui laisse planer un doute. Mais finalement l'équipe est sauvée par la ville de Charleroi et par un industriel flamand. Comme chaque année, l'équipe démarre avec peine. Elle participe aux classiques belges avec des résultats conformes aux attentes, surtout sur les ardennaises pour lesquelles l'équipe n'est pas bien armée. Filip Meirhaeghe remporte le titre de champion d'Europe et la médaille d'argent aux Jeux olympiques. Sur route, Ludovic Capelle termine troisième de Paris-Bruxelles.

#### 2001 une année difficile
L'équipe perd la majorité de ses leaders qui partent dans d'autres équipes. À la fin de l'année, la municipalité décide de ne plus financer l'équipe. Paindavaine parvient à convaincre l'entreprise Marlux, fabricant d’auto-bloquants et dalles, qui accepte de reprendre l'équipe.

## Classements mondiaux
Avant 1995, les équipes sont classées en un groupe unique. Dans un souci de hiérarchisation l'Union cycliste internationale décide en 1995 de scinder les équipes en 2 groupes. L'équipe fut classée d'abord en GSII de 1996 à 2003 et en GS1 en 2004.

### Classement par équipes
- 1995 : 55e*
- 1996 : 52e*
- 1997 : 60e*
- 1998 : 60e (GS2)
- 1999 : 15e (GS2)
- 2000 : 22e (GS2)
- 2001 : 38e (GS2)
- 2002 : 25e (GS2)
- 2003 : 4e (GS2)
- 2004 : 25e (GS1)
- * classement cycling-ranking UCI non disponible

### Classement individuel
- 1995 : Mika Hietanen - 374e
- 1996 : Frank Van den Abeele - 346e
- 1997 : Thierry Marichal - 366e
- 1998 : Ludovic Capelle - 413e
- 1999 : Ludovic Capelle - 166e
- 2000 : Ludovic Capelle - 195e
- 2001 : Bart Heirewegh - 743e
- 2002 : Andy Cappelle - 387e
- 2003 : Dave Bruylandts - 33e
- 2004 : Gerben Löwik - 75e

## Coupe du monde UCI
- 2003 : Dave Bruylandts - ???
- 2004 : Dave Bruylandts - 25e

## Effectifs

### Effectif 2004: Chocolade-Jacques - Wincor-Nixdorf
| Coureur               | Date de naissance | Nationalité | Équipe 2003          | Équipe 2005     |
| --------------------- | ----------------- | ----------- | -------------------- | --------------- |
| Igor Abakoumov        | 30/05/1981        | Belgique    | Van Hermert Groep    | Jartazi-Revor   |
| Andoni Aranaga        | 01/01/1979        | Espagne     | Elite 2              | Kaiku           |
| Mauricio Ardila       | 21/05/1979        | Colombie    | Marlux               | Rabobank        |
| Raivis Belohvosciks   | 21/01/1976        | Lettonie    | Marlux               | Universal Caffe |
| Michael Blanchy       | 24/09/1981        | Belgique    | Elite 2              | Jartazi         |
| Florent Brard         | 07/02/1976        | France      | Marlux               | Agritubel       |
| Dave Bruylandts*      | 12/07/1976        | Belgique    | Marlux               | Suspension      |
| Andy Cappelle         | 30/04/1979        | Belgique    | Marlux               | Elite 2         |
| Mathieu Criquielion** | 27/04/1981        | Belgique    | Elite 2              | Landbouwkrediet |
| Leonardo Duque**      | 10/04/1980        | Colombie    | Jartazi              | Jartazi         |
| John Gadret           | 22/04/1979        | France      | Elite 2              | Jartazi         |
| Bert Hiemstra         | 09/08/1973        | Pays-Bas    | Bankgiroloterij      | Skil-Moser      |
| Jans Koerts           | 24/08/1969        | Pays-Bas    | Bankgiroloterij      | Cofidis         |
| Denys Kostyuk         | 13/03/1982        | Ukraine     | Elite 2              | Jartazi         |
| Gerben Löwik          | 29/06/1977        | Pays-Bas    | Bankgiroloterij      | Rabobank        |
| Kevin Neirynck**      | 16/11/1982        | Belgique    | Elite 2              | Elite 2         |
| Chris Peers           | 03/03/1970        | Belgique    | Cofidis              | Retraite        |
| Zbigniew Piątek       | 01/05/1966        | Pologne     | Action               | Intel-Action    |
| Francesco Planckaert  | 12/03/1982        | Belgique    | Elite 2              | MrBookmaker.com |
| Rik Reinerink         | 21/05/1973        | Pays-Bas    | Bankgiroloterij      | Shimano         |
| Bjorn Rondelez        | 23/07/1976        | Belgique    | Elite 2 MTB          | Elite 2 MTB     |
| Maxim Rudenko         | 12/10/1979        | Ukraine     | Marlux               | Jartazi         |
| Christophe Stevens*** | 10/08/1974        | Belgique    | Marlux               | Skil-Moser      |
| Jurgen Van de Walle   | 09/02/1977        | Belgique    | Vlaanderen T Interim | Landbouwkrediet |
| Jan van Velzen        | 07/12/1975        | Pays-Bas    | Bankgiroloterij      | Skil-Moser      |
| Geert Verheyen        | 10/03/1973        | Belgique    | Marlux               | Landbouwkrediet |
| Bart Voskamp          | 06/06/1968        | Pays-Bas    | Bankgiroloterij      | Skil-Moser      |
| Cezary Zamana         | 14/11/1967        | Pologne     | Action               | Intel-Action    |

- * Licencié le 31 juillet
- ** Stagiaire à partir du 1/09
- *** À partir du 1er avril

### Effectif 2003: Marlux - Wincor-Nixdorf
| Coureur                 | Date de naissance | Nationalité | Équipe 2002      | Équipe 2004          |
| ----------------------- | ----------------- | ----------- | ---------------- | -------------------- |
| Mauricio Ardila         | 21/05/1979        | Colombie    | Marlux           | Chocolat Jacques     |
| Raivis Belohvoščiks     | 21/01/1976        | Lettonie    | Lampre           | Chocolat Jacques     |
| David Boucher*          | 17/03/1980        | France      | Elite 2          | Oktos-St Quentin     |
| Florent Brard**         | 07/02/1976        | France      | Crédit agricole  | Chocolat Jacques     |
| Dave Bruylandts         | 12/07/1976        | Belgique    | Domo-Farm Frites | Chocolat Jacques     |
| Andy Cappelle           | 30/04/1979        | Belgique    | Marlux           | Chocolat Jacques     |
| Johan Coenen            | 04/02/1979        | Belgique    | Marlux           | MrBookmaker.com      |
| Geoffrey Coupé          | 26/01/1981        | Belgique    | Elite 2          | Flanders             |
| Johan Dekkers           | 15/09/1978        | Belgique    | Marlux           | Elite 2              |
| Steven De Neef**        | 16/01/1971        | Belgique    | Marlux           | Jong Vlaanderen 2016 |
| Yuiriy Deychuk*         | 21/05/1980        | Ukraine     | Elite 2          | Elite 2              |
| Patrick D'Hont***       | 18/11/1975        | Belgique    | ex-pro FDJ       | Elite 2              |
| Guillaume Girout        | 29/06/1979        | France      | Marlux           | Triathlon            |
| Charles Guilbert        | 15/05/1972        | France      | Bonjour          | Elite 2              |
| Dimitri Konyshev        | 18/02/1966        | Russie      | Fassa Bortolo    | Team LPR             |
| Manu L'Hoir             | 24/07/1975        | Belgique    | Fakta            | Elite 2              |
| Sébastien Mattozza      | 11/10/1977        | Belgique    | Landbouwkrediet  | Flanders             |
| Christian Poos          | 05/11/1977        | Luxembourg  | Marlux           | Elite 2              |
| Maxim Rudenko*          | 12/10/1979        | Ukraine     | Elite 2          | Chocolat Jacques     |
| Saulius Ruškys          | 18/04/1974        | Lituanie    | Gerolsteiner     | Oktos-St Quentin     |
| Christophe Stevens      | 10/08/1974        | Belgique    | Marlux           | Chocolat Jacques     |
| Jean-Michel Tessier**** | 20/12/1977        | France      | Cofidis          | Oktos-St Quentin     |
| Geert Verheyen          | 10/03/1973        | Belgique    | Rabobank         | Chocolat Jacques     |

- * Stagiaire à partir du 1/09
- ** À partir du 5/03
- *** À partir du 11/08
- **** À partir du 14/03

### Effectif 2002: Marlux - Ville de Charleroi
| Coureur              | Date de naissance | Nationalité | Équipe 2001              | Équipe 2003 |
| -------------------- | ----------------- | ----------- | ------------------------ | ----------- |
| Mauricio Ardila      | 21/05/1979        | Colombie    | Elite 2                  | Marlux      |
| Andy Cappelle        | 30/04/1979        | Belgique    | VC Saint Quentin - Oktos | Marlux      |
| Marc Chanoine        | 01/10/1975        | Belgique    | Ville de Charleroi       | Elite 2     |
| Johan Coenen         | 04/02/1979        | Belgique    | Elite 2                  | Marlux      |
| Mathieu Criquielion* | 27/04/1981        | Belgique    | Elite 2                  | Elite 2     |
| Johan Dekkers        | 15/09/1978        | Belgique    | Elite 2                  | Marlux      |
| Steven De Neef       | 16/01/1971        | Belgique    | Bankgiroloterij          | Marlux      |
| Shinichi Fukushima** | 13/09/1971        | Japon       | Elite 2                  | Bridgestone |
| Guillaume Girout*    | 29/06/1979        | France      | Elite 2                  | Marlux      |
| Kristoffer Ingeby    | 28/01/1978        | Suède       | Fakta                    | Elite 2     |
| Lorenzo Lapage       | 14/04/1966        | Belgique    | Collstrop-Palmans        | Retraite    |
| Gaetan Marques       | 09/06/1975        | France      | Elite 2                  | Elite 2     |
| Thierry Masschelein  | 02/07/1973        | Belgique    | Collstrop-Palmans        | Flanders    |
| Kris Matthijs        | 31/03/1974        | Belgique    | Flanders                 | Elite 2     |
| Christian Poos       | 05/11/1977        | Luxembourg  | Post-Swiss Team          | Marlux      |
| Tom Desmet           | 29/11/1969        | Belgique    | Bankgiroloterij          | Retraite    |
| Christophe Stevens   | 10/08/1974        | Belgique    | Elite 2                  | Marlux      |
| Marc Vanacker        | 29/03/1976        | Luxembourg  | Post Swiss Team          | Elite 2     |
| Rik Van Isterdael*   | 02/06/1980        | Belgique    | Elite 2                  | Elite 2     |

- * Stagiaire à partir du 1/09
- ** À partir du 8/06

## Grand tour

### Tour d'Italie
- 2004 :
  - Mauricio Ardila - 31e au classement général
  - Chocolat-Jacques-Wincor-Nixdorf : 16e

## Championnats du monde

### Championnat du monde sur route
- 2001 : 
  - Morten Hegreberg - abandon
- 2002 : 
  - Mauricio Ardila - abandon
- 2003 :
  - Raivis Belohvoščiks : abandon - 26e du contre-la-montre
  - Dave Bruylandts : abandon
  - Dimitri Konyshev : 14e
- 2004 :
  - Raivis Belohvoščiks : abandon - 42e du contre-la-montre
  - Mauricio Ardila : 21e
  - Leonardo Duque : abandon
  - Bart Voskamp : 18e du contre-la-montre
  - Gerben Löwik : abandon
  - Cezary Zamana : 34e
  - Denys Kostyuk : abandon
  - Geert Verheyen : abandon

### Championnat du monde de cyclo-cross
- 2004 : John Gadret - 28e

## Jeux Olympiques

### VTT
- 2000 : Filip Meirhaeghe 2e - Bart Brentjens : 6e
- 2004 : ???

### Piste
- 2004 : Leonardo Duque : Madison - 16e

## Classiques
| Année | Milan-San Remo | Tour des Flandres     | Gand-Wevelgem            | Paris-Roubaix       | Amstel Gold Race      | Flèche wallonne         | Liège-Bastogne-Liège            | Grand Prix de Plouay    | Paris-Bruxelles          | Paris-Tours          | Tour de Lombardie |
| ----- | -------------- | --------------------- | ------------------------ | ------------------- | --------------------- | ----------------------- | ------------------------------- | ----------------------- | ------------------------ | -------------------- | ----------------- |
| 1995  | /              | /                     | /                        | /                   | /                     | ??                      | /                               | /                       | 23e : Marc Bouillon      | /                    | /                 |
| 1996  | /              | /                     | /                        | /                   | /                     | ??                      | Hors-Délais :Stéphane Hennebert | /                       | 27e Pascal Defourni      | /                    | /                 |
| 1997  | /              | /                     | /                        | /                   | /                     | ??                      | 48e : Thierry Marichal          | /                       | ??                       | /                    | /                 |
| 1998  | /              | /                     | 54e : Thierry Marichal   | /                   | /                     | ??                      | /                               | /                       | ??                       | ??                   | /                 |
| 1999  | /              | /                     | 67e : Laurent Pillon     | /                   | /                     | 55e : Roméo Hernandez   | ??                              | /                       | /                        | 6e : Ludovic Capelle | /                 |
| 2000  | /              | /                     | ??                       | /                   | /                     | 46e : Philippe Vereecke | ??                              | /                       | 3e : Ludovic Capelle     | ??                   | /                 |
| 2001  | /              | /                     | /                        | /                   | /                     | 70e : Grégory Barbier   | 86e Renaud Boxus                | 39e : David Debreamaker | 7e : Bart Heirewegh      | /                    | /                 |
| 2002  | /              | /                     | /                        | /                   | /                     | 63e : Tom Desmet        | /                               | /                       | 33e : Christophe Stevens | /                    | /                 |
| 2003  | /              | 10e : Dave Bruylandts | 6e : Raivis Belohvoščiks | /                   | 21e : Dave Bruylandts | 19e : Dave Bruylandts   | 39e : Dave Bruylandts           | 19e : Geert Verheyen    | Abandon                  | /                    | /                 |
| 2004  | /              | 3e : Dave Bruylandts  | 29e : Chris Peers        | 53e : Bert Hiemstra | 38e : Geert Verheyen  | 49e : Geert Verheyen    | 47e : Geert Verheyen            | 13e : Florent Brard     | 7e : Rik Reinerink       | 27e : Florent Brard  | /                 |

## Palmarès

### Palmarès sur route

#### Principales victoires
- 1995
  - Circuit de Getxo : Mika Hietanen
- 1996
  - Route Adélie : Marc Bouillon
  - Tour d'Armorique : Marc Bouillon
  - 5e étape du Tour de l'Oise : Marc Bouillon
  - 4e étape du Ruban granitier breton : Frank Van den Abeele
- 1997
  - Tour de Wallonie : Thierry Marichal
  - 5e étape du Tour de Wallonie : Raivis Belohvoščiks
- 1998
  - 2e étape du Tour de Wallonie : Ludovic Capelle
- 1999
  - 3e étape du Tour de Wallonie : Ludovic Capelle
  - 4e étape du Tour de la Somme : Ludovic Capelle
- 2000
  - Tour de la Haute-Sambre : Ludovic Capelle
  - 5e étape du Ruban granitier breton : Anthony Rokia
- 2001
  - 4e étape du Ringerike GP : Renaud Boxus
  - 4e étape du Tour de Rhodes : Andy De Smet
- 2002
  - 10e étape du Tour de l'Avenir : Mauricio Ardila
  - GP du Président : Renaud Boxus
  - 4e étape du Tour de Namur : Renaud Boxus
  - GP Stad Vilvoorde : Andy Cappelle
  - 7e étape International Cycling Classic : Andy Cappelle
  - 11e étape International Cycling Classic : Kristoffer Ingeby
- 2003
  - Trois Jours de La Panne + 1 étape : Raivis Belohvoščiks
  - Giro d'Oro : Dave Bruylandts
  - Grand Prix de Wallonie : Dave Bruylandts
  - 3e étape du Tour de Burgos : Dave Bruylandts
  - 6e étape du Tour de Bavière : Johan Coenen
  - 3e étape du Tour de Saxe : Saulius Ruškys
  - 4e étape du Circuit franco-belge : Geert Verheyen
- 2004
  - Profonde van Fryslan : Igor Abakoumov + Bert Hiemstra + Gerben Löwik + Rik Reinerink cf 22 coureurs ex-aequo
  - Tour de Grande-Bretagne + 2 étapes : Mauricio Ardila
  - 4e étape du Tour de la province de Lucques : Florent Brard
  - 2e étape de Paris-Corrèze : Florent Brard
  - Tour de Rijke : Jans Koerts
  - Tour de Wallonie : Gerben Löwik

#### Principales places d'honneurs
- 2003
  - 2e de Paris-Bourges : Florent Brard
  - 3e du Circuit franco-belge : Dave Bruylandts
  - 3e du Tour de Pologne : Dave Bruylandts
  - 3e du GP du Télégramme : Manu L'hoir
  - 5e du Tour de Belgique : Dave Bruylandts
- 2004
  - 2e de la 5e étape du Tour de Pologne : Florent Brard
  - 2e du Tour de Belgique : Bart Voskamp
  - 3e du Tour de Langkawi : Dave Bruylandts
  - 3e du Tour des Flandres : Dave Bruylandts
  - 3e de la 3e étape du Tour de Belgique : Bert Hiemstra
  - 3e de Kuurne-Brussel-Kuurne : Gerben Löwik
  - 3e des Trois Jours de La Panne : Gerben Löwik
  - 3e du Mémorial Samyn : Jans Koerts
  - 3e du Championnat de Belgique de cyclisme : Geert Verheyen
  - 3e du Championnat des Pays-Bas de cyclisme : Bart Voskamp
  - 3e du Grand Prix d'Isbergues : Cezary Zamana
  - 3e du Championnat d'Ukraine de cyclisme : Denis Kostyuk

#### Championnats nationaux
- Championnat du Luxembourg
  - Christian Poos : 2002 / contre-la-montre : 2002, 2003
- Championnat de Finlande
  - Mika Hietanen : 1997
- Championnat de Lettonie
  - Raivis Belohvoščiks :  2003 / contre-la-montre

### Palmarès en VTT
- 1998
  - Championnat de Belgique - Filip Meirhaeghe
  - Médaille de bronze au championnat du monde à Mont Saint-Anne - Filip Meirhaeghe
  - 1 manche de coupe du monde à Saint-Wendel : Filip Meirhaeghe
- 1999
  - Médaille de bronze au Championnat du monde de VTT à Are : Filip Meirhaeghe
  - 1 manche de coupe du monde à Saint-Wendel : Filip Meirhaeghe
- 2000
  - Championnat des Pays-Bas de VTT : Bart Brentjens
  - Vice-champion d'Europe : Bart Brentjens
  - 2 manches de coupe du monde : Filip Meirhaeghe
  - Championnats d'Europe de VTT / Filip Meirhaeghe
  - Médaille de bronze aux championnats du monde à Sierra Nevada : Bart Brentjens
  - Médaille d'argent aux Jeux olympiques à Sydney : Filip Meirhaeghe
- 2002
  - De Panne Beach Endurance Mountainbike : Andy Cappelle
- 2003
- De Panne Beach Endurance Mountainbike : Andy Cappelle
  - Egmond-Pier-Egmond Mountainbike : Andy Cappelle
- 2004
  - De Panne Beach Endurance Mountainbike : Bjorn Rondelez

### Palmarès en Cyclo-Cross
- 1998
- 3e à Reusel : Bart Brentjens
- 2002
- 2e du Championnat du Luxembourg de Cyclo-Cross : Christian Poos
- 2003
- 2e à Tétange : Christian Poos
- 2004
- Contern : Bjorn Rondelez
- Championnat de France de cyclo-cross : John Gadret
- Cyclo-Cross de Sedan : John Gadret
- Cyclo-Cross de Nœux-les-Mines : John Gadret
- Cyclo-Cross de Chateaubriand : John Gadret
- Cyclo-Cross de Vossem : John Gadret

### Palmarès sur piste
- 2002
- Six jours de Moscou : Frank Corvers et Lorenzo Lapage
- 2003
- Six jours de Nouméa : Jean-Michel Tessier et Robert Sassone

### Palmarès derrière derny
- 2001
- Wetteren :  Bart Heirewegh
- 2003
- Schick : Dave Bruylandts